# Parque nacional de Kauhaneva-Pohjankangas

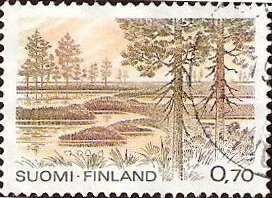
El pantano de Kauhaneva en un sello de 1981 diseñado por Pirkko Vahtero.

El Parque nacional de Kauhaneva–Pohjankangas (en finés: Kauhanevan–Pohjankankaan kansallispuisto) es un parque nacional en los municipios de Kauhajoki y Karvia en las regiones de Ostrobotnia del Sur y Satakunta de Finlandia. Establecido en 1982, el parque cubre 57 km². Consiste en áreas pantanosas, principalmente pantanos como el pantano Kauhaneva de 16,3 km², dispersos a su alrededor.
En 2004, el parque fue incluido en el Convenio de Ramsar sobre los Humedales de Importancia Internacional. También forma parte de la red de espacios protegidos Natura 2000.

## Características
El área de Kauhaneva–Pohjankangas forma parte de la región suroeste del área de la cuenca hidrográfica del Suomenselkä. El suelo está cubierto principalmente de tepe, una capa de césped uniforme, y el lecho rocoso está compuesto de granito porfídico.
Las partes del norte de Kauhaneva se encuentran entre 170 y 177 metros sobre el nivel del mar. Las partes sur y oeste están aproximadamente a 160 metros (520 pies) sobre el nivel del mar.
El pantano de Kauhaneva es el mayor pantano de Finlandia con hummocks, pequeños montículos que aparecen en grupos. Junto con la turbera de Kampinkeidas, al noroeste, forma un importante complejo de turberas levantadas sobre un suelo de granito. El paisaje consiste en zonas hundidas, con agua, y zonas elevadas, con Sphagnum, y pinos silvestres dispersos. Entre la turba emergen matas de Carex paniculata y Carex appropinquata. 
Entre las aves figuran la grulla común y el cisne cantor. También se encuentran la gaviota argentea, la gaviota enana, la lavandera boyera y el chorlito dorado común, entre otras.